# Абрайтис, Юлионас Андрюс
Юлионас Андрюс Абрайтис — советский литовский хозяйственный деятель, Герой Социалистического Труда.

## Биография
Родился в 1912 году в Кубартае. Член КПСС с 1958 года.
В 1929—1944 — рабочий Рокайского керамического завода.
В 1944—1973 — обжигальщик изделий Рокайского керамического завода Министерства промышленности строительных материалов в Каунасском районе Литовской ССР.
Указом Президиума Верховного Совета СССР от 7 мая 1971 года присвоено звание Героя Социалистического Труда с вручением ордена Ленина и золотой медали «Серп и Молот».
Умер в 1999 году в Каунасе.

## Награды и звания
- Герой Социалистического Труда (07.05.1971)
- Орден Ленина (07.05.1971)
- Орден Трудового Красного Знамени (1958)